# Teardrops
Teardrops é o primeiro álbum de estúdio de Tom Dice, lançado em 30 de abril de 2010.

## Faixas
Lista de faixas:
| N.º            | Título                      | Compositor(es) | Duração |  |
| 1.             | "Start Without the Ending"  | Tom Dice       | 1:03    |  |
| 2.             | "Me and My Guitar"          | Tom Dice       | 3:03    |  |
| 3.             | "Lucy"                      | Tom Dice       | 3:01    |  |
| 4.             | "Too Late"                  | Tom Dice       | 3:15    |  |
| 5.             | "A Soldier For His Country" | Tom Dice       | 4:10    |  |
| 6.             | "Carrying Our Burden"       | Tom Dice       | 3:19    |  |
| 7.             | "Murderer"                  | Tom Dice       | 3:24    |  |
| 8.             | "Why?"                      | Tom Dice       | 3:13    |  |
| 9.             | "Forbidden Love"            | Tom Dice       | 3:49    |  |
| 10.            | "Always and Forever"        | Tom Dice       | 3:30    |  |
| 11.            | "Broken"                    | Tom Dice       | 3:57    |  |
| 12.            | "Miss Perfect"              | Tom Dice       | 4:40    |  |
| 13.            | "Bleeding Love"             | Tom Dice       | 3:23    |  |
| Duração total: | Duração total:              | Duração total: | 43:47   |  |